# シンガポール仏牙寺龍華院
シンガポール仏牙寺龍華院 (シンガポールぶつがじりゅうかいん、英語: Buddha Tooth Relic Temple and Museum、簡体字: 新加坡佛牙寺龙华院、繁体字: 新加坡佛牙寺龍華院) は、仏教の寺院と博物館の複合施設で、シンガポールのチャイナタウンに位置している。

## 概略
仏牙寺は、唐の時代の建築技法を土台として、スリランカにある歴史的な佛歯寺に基づいて建てられた。仏牙寺の竣工式は2005年3月3日に行われた。6,200万シンガポールドルの費用と2年の期間を費やし、2007年のウェーサーカ祭 (5月) に仮開設した。寺院の名の由来となったブッダの聖遺物である歯は、1980年にミャンマーにある倒壊したストゥーパで発見、入手したとされている。
開設以来、仏牙寺はチャイナタウンでの人気観光地となっている。質素なベジタリアン料理が寺院の地下で提供されており、寄付も受け付けている。

## フォトギャラリー

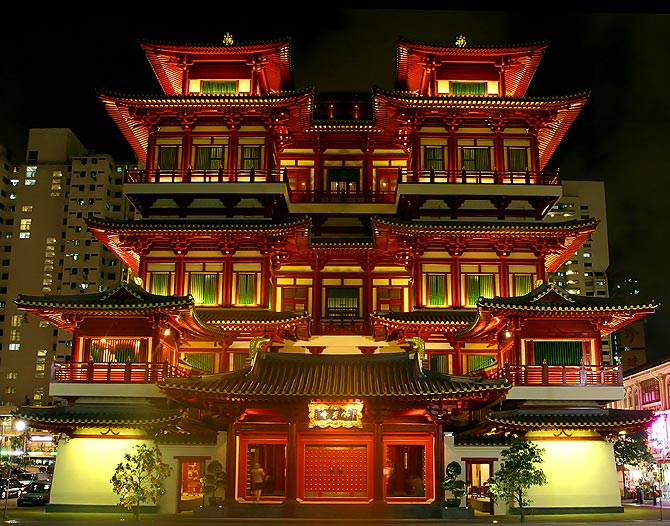
サウスブリッジ・ロードからの夜景
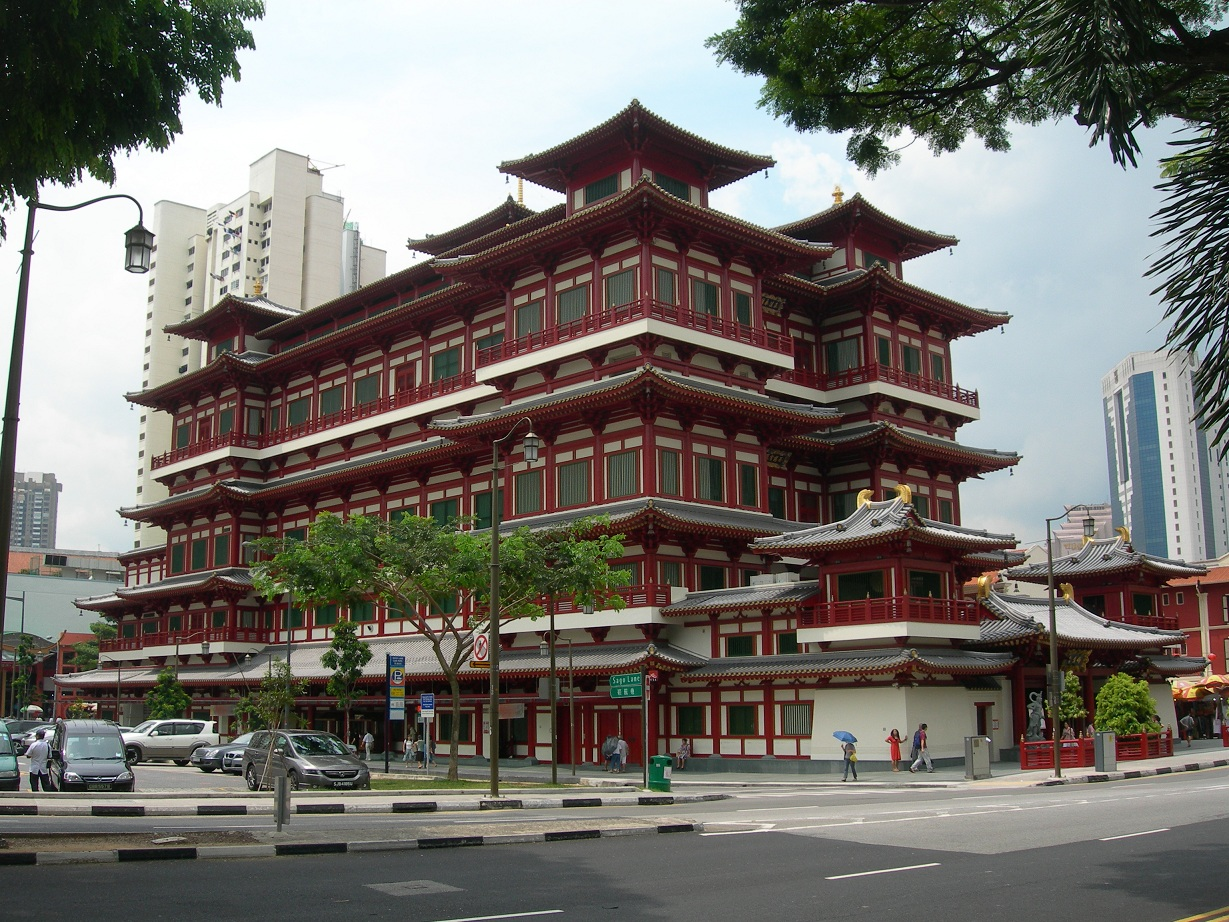
サウスブリッジ・ロードからみた仏牙寺龍華院
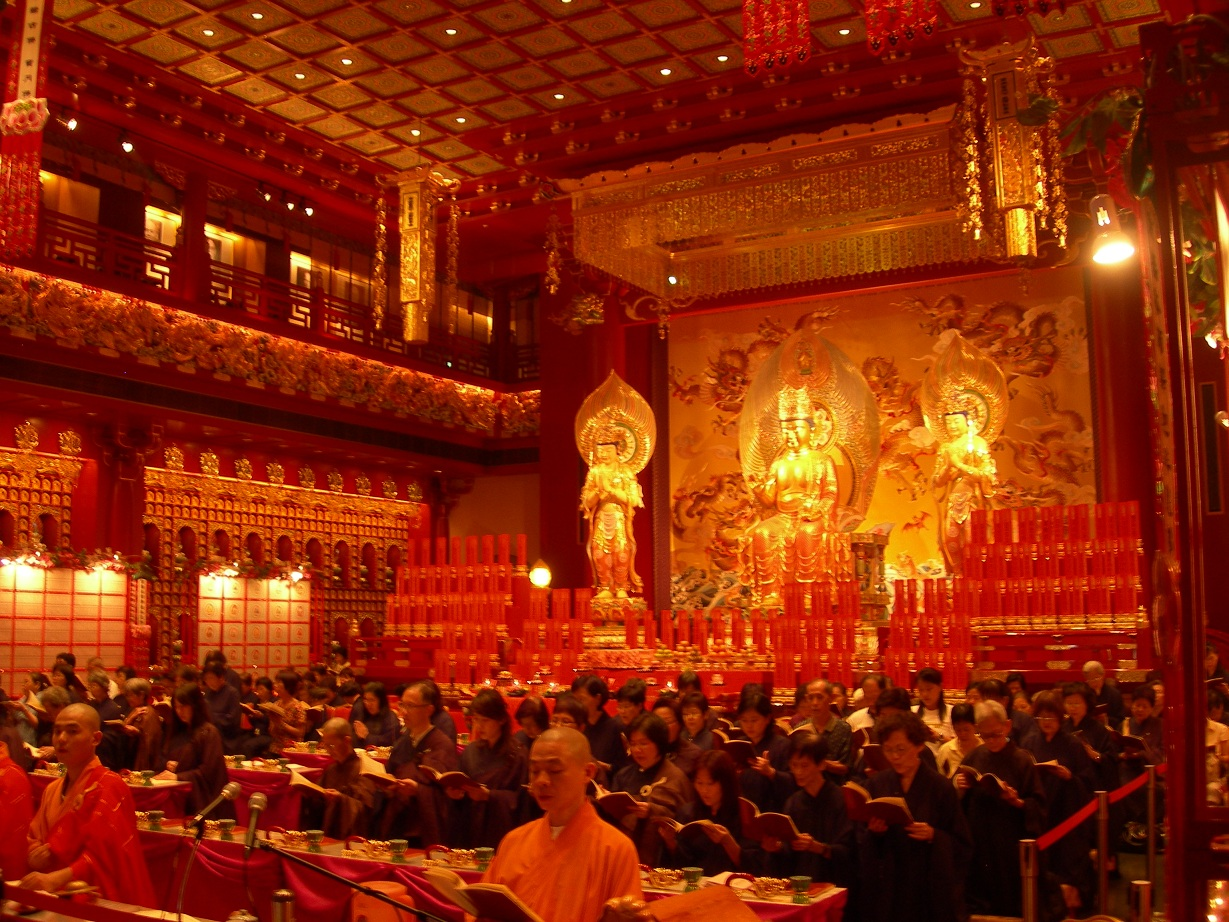
寺院の内観
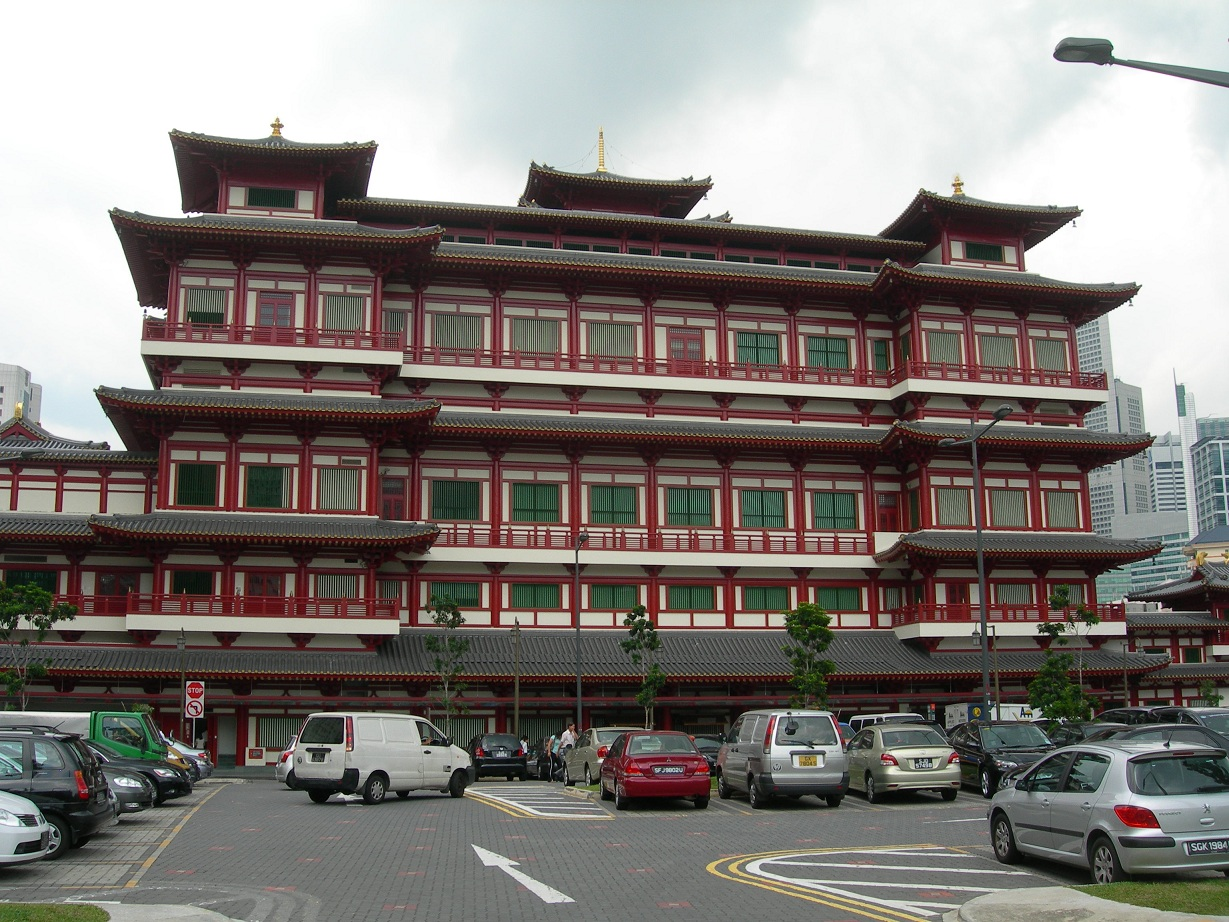
駐車場から見た寺院の外観